# Koichi Aparicio
Koichi Aparicio (Callao, Perú, 6 de junio de 1992) es un futbolista peruano. Juega como defensa central y su equipo actual es el UTC de Cajamarca de la Liga 1 de Perú. Tiene 32 años.

## Trayectoria

### Alianza Lima
Se Formó en las divisiones menores de Alianza Lima. Debutó con Alianza Lima en el año 2011.
En junio de 2012, disputó la Copa Libertadores Sub-20 con Alianza. Aquel año con el equipo principal solo jugó 2 partidos.
En 2013 en la segunda fecha del torneo descentralizado 2013 marcó su primer gol como profesional ante Unión Comercio. Debido a la lesión que tuvo José Canova se ganó la titularidad en Alianza, En 2014 tuvo un buen rendimiento en la Copa Inca 2014.

### Sport Huancayo
Para el 2019 ficha por el Sport Huancayo para la Copa Sudamericana.

### UTC
Para el 2020 ficha por el UTC de Cajamarca para aquella temporada. Anota 1 gol y logra clasificar a la Copa Sudamericana 2021.

### Cienciano
Para el 2021 ficha por el Cienciano, además, logra clasificar a la Copa Sudamericana 2022.

### Regreso a UTC
Para la temporada 2024, Aparicio regreso a UTC para disputar la Liga 1.

## Selección nacional
En octubre del 2013 fue convocado por primera vez a la selección absoluta para afrontar los últimos dos cotejos de las Eliminatorias Sudamericanas 2014. Debutó el 11 de octubre de 2013 ante la Selección de fútbol de Argentina.
Al año siguiente fue convocado para los partidos contra Irak y  ante Catar.

## Estadísticas

### Clubes
Actualizado al último partido disputado el 16 de marzo de 2024.
| Club             | País          | Año           | Partidos | Goles |
| ---------------- | ------------- | ------------- | -------- | ----- |
| Alianza Lima     | Perú          | 2012-2016     | 119      | 4     |
| Univ. San Martín | Perú          | 2017          | 26       | 1     |
| Unión Comercio   | Perú          | 2018          | 9        | 0     |
| Sport Huancayo   | Perú          | 2019          | 10       | 0     |
| UTC              | Perú          | 2020-         | 27       | 2     |
| Cienciano        | Perú          | 2021-2024     | 43       | 1     |
| Total carrera    | Total carrera | Total carrera | 234      | 8     |

## Palmarés

### Campeonatos nacionales
| Título             | Club         | País | Año  |
| ------------------ | ------------ | ---- | ---- |
| Torneo de Reservas | Alianza Lima | Perú | 2011 |
| Torneo del Inca    | Alianza Lima | Perú | 2014 |

### Distinciones individuales
| Distinción                                                                                 | Año  |
| ------------------------------------------------------------------------------------------ | ---- |
| Incluido en el equipo ideal del Torneo del Inca según el portal periodístico DeChalaca.com | 2014 |
| Incluido en el equipo ideal del Campeonato Descentralizado según DeChalaca.com             | 2014 |